# お嬢吉三 (1959年の映画)
『お嬢吉三』（おじょうきちさ）は、1959年に公開された田中徳三監督の日本映画。
河竹黙阿弥の歌舞伎『三人吉三廓初買』の翻案作品である。

## スタッフ
以下のスタッフ名はKINENOTEに従った。
- 監督 - 田中徳三
- 脚本 - 犬塚稔
- 企画 - 浅井昭三郎
- 製作 - 三浦信夫
- 撮影 - 今井ひろし
- 美術 - 西岡善信
- 音楽 - 斎藤一郎
- 録音 - 海原幸夫
- 照明 - 加藤博也
- 編集 - 菅沼完二

## キャスト
以下の出演者名と役名はKINENOTEに従った。
- 八代目 市川雷蔵 - お嬢吉三
- 島田竜三 - お坊吉三
- 北原義郎 - 和尚吉三
- 林成年 - 倉松
- 浦路洋子 - お民
- 中村玉緒 - お美和
- 毛利郁子 - お国
- 小野道子 - お加代
- 杉山昌三九 - 相生の五郎兵衛
- 本郷秀雄 - 三島の辰
- 寺島雄作 - 当六
- 浜世津子 - お峰
- 市川謹也 - 浅五郎
- 水原浩一 - 鹿造
- 伊達三郎 - 原田庫之助
- 清水元 - 伝法院の仁兵衛
- 尾上栄五郎 - 御幸の藤造
- 原聖四郎 - 留吉
- 堀北幸夫 - 仙六
- 浜田雄史 - 安吉
- 葛木香一 - 田原屋孫兵衛
- 石原須磨男 - 茶店の親爺
- 東良之助 - 村田屋伝兵衛
- 横山文彦 - 野中甚内

## 同時上映
- 『夜の闘魚』